# 奉徳県 (遼寧省)
奉徳県（ほうとく-けん）は中華人民共和国遼寧省にかつて存在した県。現在の撫順市東部に相当する。
遼代に設置され、金代に廃止されている。